# Bee Gees How Can EP(2)

## Közreműködők
- Barry Gibb – ének, gitár
- Maurice Gibb – ének,  gitár, zongora, basszusgitár
- Robin Gibb – ének
- Geoff Bridgeford – dob
- Colin Petersen – dob
- stúdiózenekar Bill Shepherd vezényletével

## A lemez dalai
- Walking Back To Waterloo  (Barry, Robin és Maurice Gibb)  (1971), stereo 3:51, ének: Barry Gibb, Robin Gibb
- The Greatest Man In The World  (Barry Gibb)  (1971), stereo 4:18, ének: Barry Gibb
- Don’t Wanna Live Inside Myself (Barry Gibb) (1971), stereo 5:24, ének: Barry Gibb
- Trafalgar  (Maurice Gibb) (1971), stereo 3:53, ének: Maurice Gibb